# Norgesmesterskapet 1908
La Norgesmesterskapet 1908 di calcio fu la 7ª edizione del torneo. Terminò il 12 settembre 1908, con la vittoria del Lyn Oslo sull'Odd per 3-2. Fu il primo titolo nella storia del club.

## Risultati

### Primo turno
| Squadra 1 | Risultato | Squadra 2  |
| --------- | --------- | ---------- |
| Lyn Oslo  | 6 – 0     | Gjøvik-Lyn |

- Odd, Kvik Halden e Ørn ricevettero una wild card.

### Semifinale
| Squadra 1 | Risultato | Squadra 2   |
| --------- | --------- | ----------- |
| Lyn Oslo  | 2 – 0     | Ørn         |
| Odd       | 5 – 0     | Kvik Halden |

### Finale
| Kristiania 12 settembre 1908 | Lyn Oslo | 3 – 2 referto | Odd Grenland | Gamle Frogner\| Arbitro: \| Davis \| |
| Arbitro:                     | Davis    |               |              |                                      |

#### Formazioni
| Lyn Oslo (2-3-5) |  |                       |
|                  |  |                       |
| POR              |  | August Heiberg Kahrs  |
| DIF              |  | Olav Tygesen          |
| DIF              |  | Hjalmar Syversen      |
| CEN              |  | Erling Lorck          |
| CEN              |  | Henrik Nordby         |
| CEN              |  | Henning Wiese         |
| ATT              |  | Knut Heyerdahl-Larsen |
| ATT              |  | Victor Nysted         |
| ATT              |  | Nikolai Ramm Østgaard |
| ATT              |  | Erling Maartmann      |
| ATT              |  | Rolf Maartmann        |

| Odd (2-3-5) |  |                    |
|             |  |                    |
| POR         |  | Jacob Abrahamsen   |
| DIF         |  | Peder Henriksen    |
| DIF         |  | Marius Lund        |
| CEN         |  | Bernhart Halvorsen |
| CEN         |  | Frithjof Nilsen    |
| CEN         |  | Øivind Stensrud    |
| ATT         |  | Otto Olsen         |
| ATT         |  | Bjarne Gulbrandsen |
| ATT         |  | Johan Nilsen       |
| ATT         |  | Berthold Pettersen |
| ATT         |  | Daniel Gasman      |